# Жолковский район
Жо́лковский райо́н (укр. Жовківський район; устар. Нестеровский район) — упразднённая административная единица Львовской области Украины. Административный центр — город Жолква.

## История
До 1940 года на территории нынешнего района был Жолковский уезд, в начале 1940 года реорганизованный в три района: Великомостовский, Куликовский и Жолковский. В это время в состав Жолковского района входило 16 сельских советов. С изменением названия Жолквы на Нестеров (в честь русского военного лётчика П. Нестерова) в 1951 году район получил название Нестеровского.
В 1958 году Нестеровский район в существующих границах охватывал один городской и одиннадцать сельских советов. 4 марта 1959 года к Нестеровскому району была присоединена часть территории упразднённого Куликовского района, а 23 сентября 1959 года — часть территории упразднённого Великомостовского района.
21 сентября 1991 года району было возвращено название Жолковский. На момент упразднения (2020) район охватывал три городских совета (Жолковский, Дублянский, Рава-Русский), два поселковых и сорок сельских советов.

## Географическое и природное положение
Жолковский район расположен в северо-западной части Львовской области и граничит на севере с Сокальским районом, на востоке — с Каменко-Бугским, на юге с г. Львовом и Пустомытовским районом, на юго-западе — с Яворовским и на северо-западе — с Республикой Польша. Площадь района в административных границах составляет 1294 км². или 5,9 процента территории области.
На территории района есть 3 города — Жолква, Рава-Русская, Дубляны, 2 посёлка — Куликов, Магеров, 160 сёл.
Жолковщина находится в пределах Волыно-Подольской возвышенности. Юго-западная часть района (Расточье) является холмистой возвышенностью в виде узкого плато с типичным эрозийным рельефом. Средняя высота района над уровнем моря 250 м, наивысшая точка района находится на территории Расточья в массиве Гарай — 393 м над уровнем моря. Полезные ископаемые района представлены залежами бурого и каменного угля, торфа, известняков, гончарной глины, песка. В районе Жолквы найдены напорные сероводородные воды с температурой на поверхности 39 градусов.
Климат атлантико-континентальный, характеризуется высокой влажностью до 78 %, мягкими зимами, тёплым летом, без засух. Средняя годовая норма осадков составляет 610—635 мм Максимальное количество осадков выпадает в июне и июле, минимум зимой.
Наиболее распространёнными типами почв являются: дерново-подзолистые, серые оподзоленные, дерновые, луговые и болотные почвы. Леса занимают 31 тыс. га (23,4 % территории района).
Основными породами деревьев являются сосна и дуб (свыше 60 % лесопокрытой площади), бук (на Расточье), граб, берёза, ольха, ясень. Реки Жолковского района принадлежат к бассейну Западного Буга — Рата с притоками Мощанка, Свинья, Желдец, Белая, Болотня, а также притоки Полтвы — Дулилица и Ярычевка. Общая протяжённость гидрографической сети района — 676,6 км.

## Население
Общая численность населения Жолковского района составляет 110 461 человек, среди которого преобладают сельские жители — 71 939 человек.
По результатам всеукраинской переписи населения 2001 года в районе проживало 109,2 тысяч человек (98,2 % по отношению к переписи 1989 года), из них русских — 0,8 тысяч человек (0,7 %) и поляков — 0,2 тысяч человек (0,2 % по отношению ко всему населению).

## Хозяйство
Территориально хозяйственный комплекс Жолковского района специализируется в основном на производстве хлебобулочных и кондитерских изделий, масла, твёрдых сыров, мебели, обуви, полиграфической продукции, запчастей для автомобилей, дорожной техники, оборудования для дорог, лесозаготовке и переработке древесины, производстве сельскохозяйственной продукции и её переработке.
Удельный вес во Львовской области по объёму промышленной продукции составляет 1,5 %, по объёму валовой продукции сельского хозяйства 7,8 %.
В районе насчитывается 25 промышленных предприятий, из них 9 пищеобрабатывающих, 5 деревообрабатывающих, 5 металлообрабатывающих, 2 полиграфических предприятия и др. В районе функционирует 34 агроформирования, 108 фермерских хозяйств.